# UKF Music
UKFはルーク・フードと、様々なエレクトロニック・ダンス・ミュージックを共有させることに焦点を当てているAEI Mediaに所有されるブランドである。UKF Musicは2009年にルーク・フードの二つのYouTubeチャンネル、UKF Drum & BassとUKF Dubstepからベース・ミュージックを共有するようになったことが始まりである。2012年6月28日、UKFはYoutubeチャンネル創設以降10億ビューされたことが讃えられた。現在UKFはUKF Music、UKF Dubstep、UKF Drum & Bass、UKF Mixes、そしてUKF Liveの5つのチャンネルを保有している。現在UKFはYoutubeチャンネルを超えてポッドキャスト配信やコンピレーション・アルバム製作、イベント主催、それらの商品もしくはチケット販売のプラットフォーム提供も行っている。

## 歴史
ルーク・フードは2009年、故郷フルーム (en:Frome) のコミュニティ・カレッジ在学中に友人と音楽を共有するためUKFを作った。時代にチャンネル登録者が増加し始めたので、彼はYoutubeにおける音楽配信チャンネル、そしてUKFブランドを拡大することに集中し始めた。UKFは広告による情報拡散は行わず、チャンネル登録者がSNSで共有することをあてにした。その後UKFブランドはヨーロッパと北アメリカであるイベントを放送するために、YouTubeのライブストリーミング機能を活用するためAEIメディアにその所有の半分が売り渡された。2012年12月現在、ルーク・フードはUKFの常務である。
UKFという名の由来はルーク・フードの故郷である英国、フルームから取られたものである。
ルーク・フードとUKFは、いくつかの音楽誌ならびに起業家的なニュース・プラットフォームで特集された。2012年1月に、Your Hidden Potentialは注目すべき20人の若き起業家の1人としてルーク・フードの名前を上げた。そして「彼には既に多くのチャンネル登録者がおり、そうでありながらまだ成長できる箇所が多くある」と述べた。2012年、ベルギーのRed Bull Elektropedia Awardsにおいて ‘Best Really Big Party’ 賞、更にベルギーで行われた2つのパーティについて ‘Visual Iconography’ 賞を受賞した。